# Myrtle Beach
Myrtle Beach üdülőváros az Amerikai Egyesült Államokban, Dél-Karolinában, Horry megyében, az Atlanti-óceán partján. Híres hosszú, közel 100 km-es strandjáról. Dél-Karolina és az Egyesült Államok egyik legfontosabb turisztikai központja. Meleg, szubtrópusi klímája, hatalmas tengerpartja 86 golfpályája, közel kétezer étterme több mint húszmillió látogatót vonz évente.
A történelmi jelentőségű King's Highway (ma U.S. Route 17) mentén húzódik, valamikor a waccamaw indiánok laktak itt. A brit gyarmatosítás idején a Wither család tulajdona volt, akik egy vízi utat felügyeltek itt. Később Franklin Burroughs üzletember és fiai voltak azok, akik üdülőövezetté kívánták fejleszteni a térséget, ezért megépítették a vasutat és létrehozták az első fogadót. Özvegye nevezte el a helyben sűrűn növő mirtuszról az új települést.
Elővárosaival együtt ma több mint félmillióan lakják, és a legutóbbi népszámlálás óta harmadával nőtt a lakosságszám.

## Története
Az európaiak érkezése előtt a Long Bay vidékén a waccamaw indián törzs élt. A róluk elnevezett folyót utazásra és halászatra használták. A közeli Waties-szigeten temetkezési helyeket és különféle eszközöket találtak, amiket ők hagytak hátra.
Long Bay vidékére az első telepesek az 1700-as évek végén érkeztek, akik az ültetvényeket szerették volna a szárazföld felől kiterjeszteni egész az óceánig. Kevés írásos emlék van erről az időszakról, és az is jobbára angol földadományozási okiratokból származik. A telepesek változó sikerrel művelték a földet, jól ment az indigó és a dohány, de maga a tengerparti rész túl homokos volt ahhoz, hogy megfelelő minőségű termést hozzanak az oda ültetett növények.
Az amerikai függetlenségi háború idején a terület lényegében lakatlan volt. Több család, köztük a Withersek költöztek ide, az ő birtokukba került a Wither's Swash vízi út. A másik jelentős birtokos James Minor volt. Ez maradt a helyzet az Egyesült Államok önállósodását követően is. George Washington egy elnöki útja során érintette a területet.
1822-ben hatalmas hurrikán sújtotta a partot, megsemmisítve Withersék házát és 18 ember halálát okozva ezzel. A család többi tagja ezért elhagyta a vidéket, amit a természet ismét kezdett visszahódítani. 1881-ben a Burroughs and Collins Company vásárolta meg az egykor a család tulajdonában állt földeket, és a XX. század hajnalára itt alakult meg az akkor még csak New Town néven ismert település. 1888-ban Withers néven postahivatal is nyílt. 1900-ban a vasút is elérte a települést, a vasutasok, valamint a fakitermelő munkások pedig szívesen ruccantak le a hétvégéken a teherkocsikon a tengerparthoz. Franklin Burroughs víziója az volt, hogy a floridai tengerpartnál is vonzóbb turisztikai célponttá teszi a térséget. Ő ugyan a vasút üzembe helyezését sem élte már meg, de fiai befejezték a terveit, 1901-ben pedig megnyílt a Seaside Inn nevű fogadó.
Burroughs özvegyének javaslatára kapta a település a Myrtle Beach nevet. 1938-ban lett önálló közigazgatási egység, 1957-től pedig város. 1937-ben felépült a repülőtér, amit három évvel később átvett az amerikai hadsereg és katonai bázissá alakított. 1976-tól a légi utasszállítás 1993-ig a bázis területén osztozva működött, ekkor azt bezárták, így újra önálló repülőtér lett.

## Turistalátványosság
Homok, napfényes tengerpart, pálmafák, szubtrópusi növények, szállodák, sora jelzi Myrtle Beach-et. Néhány kilométerre a parton több mérföld hosszúságban húzódó üdülőteleptől érdekes látványosság a Fort Carolina és Charles Town, egy régi erőd és egy egykori francia hugenotta település újjáépített változata, ahol kis múzeum van korai amerikai iparművészeti és használati tárgyakból. A turistaforgalom kedvéért az indiánok naponta megostromolják az erődítményt.

## Képek

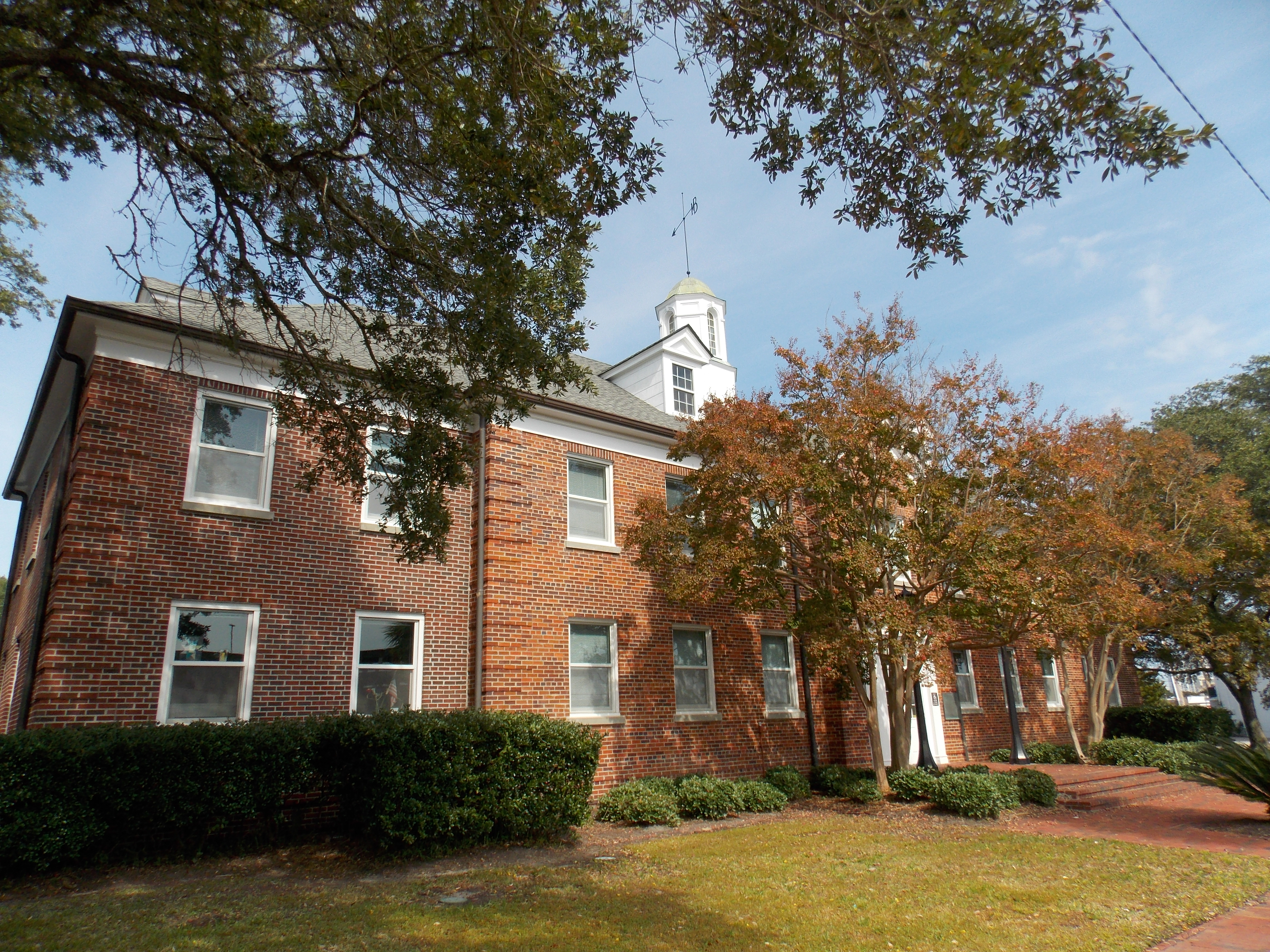
Városháza
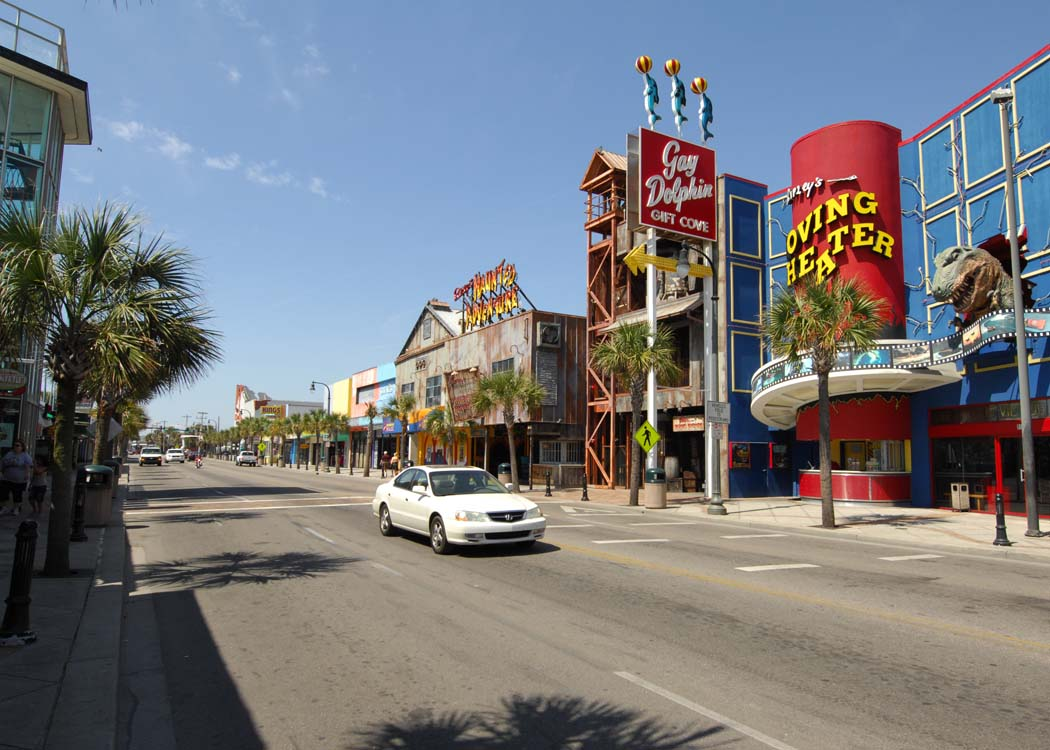
Északi Óceán Boulevard
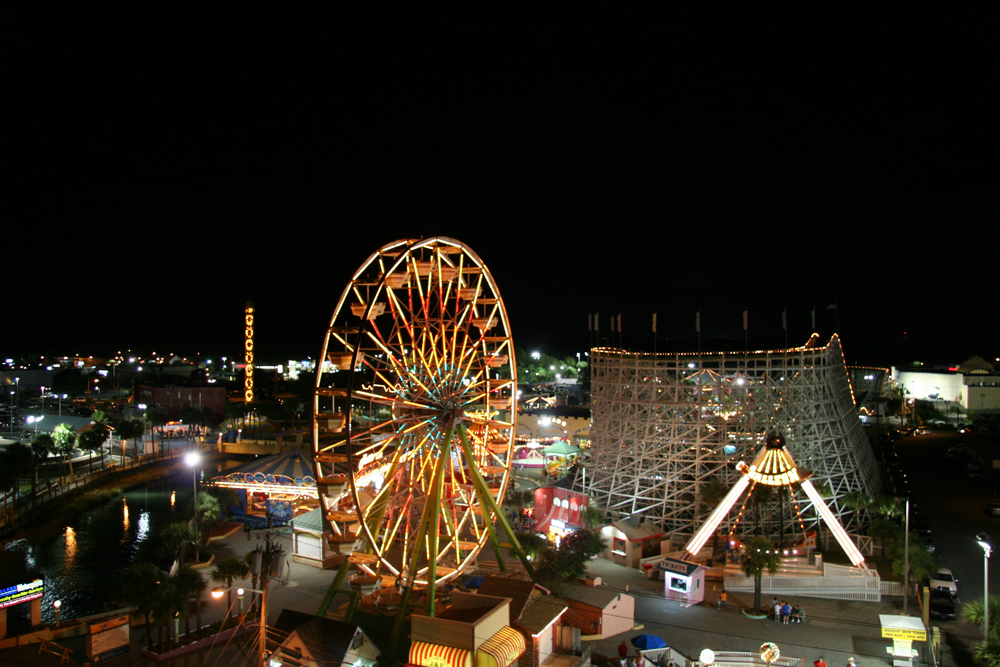
Család királyság vidámpark
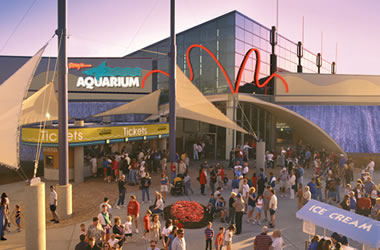
Ripley's akvárium
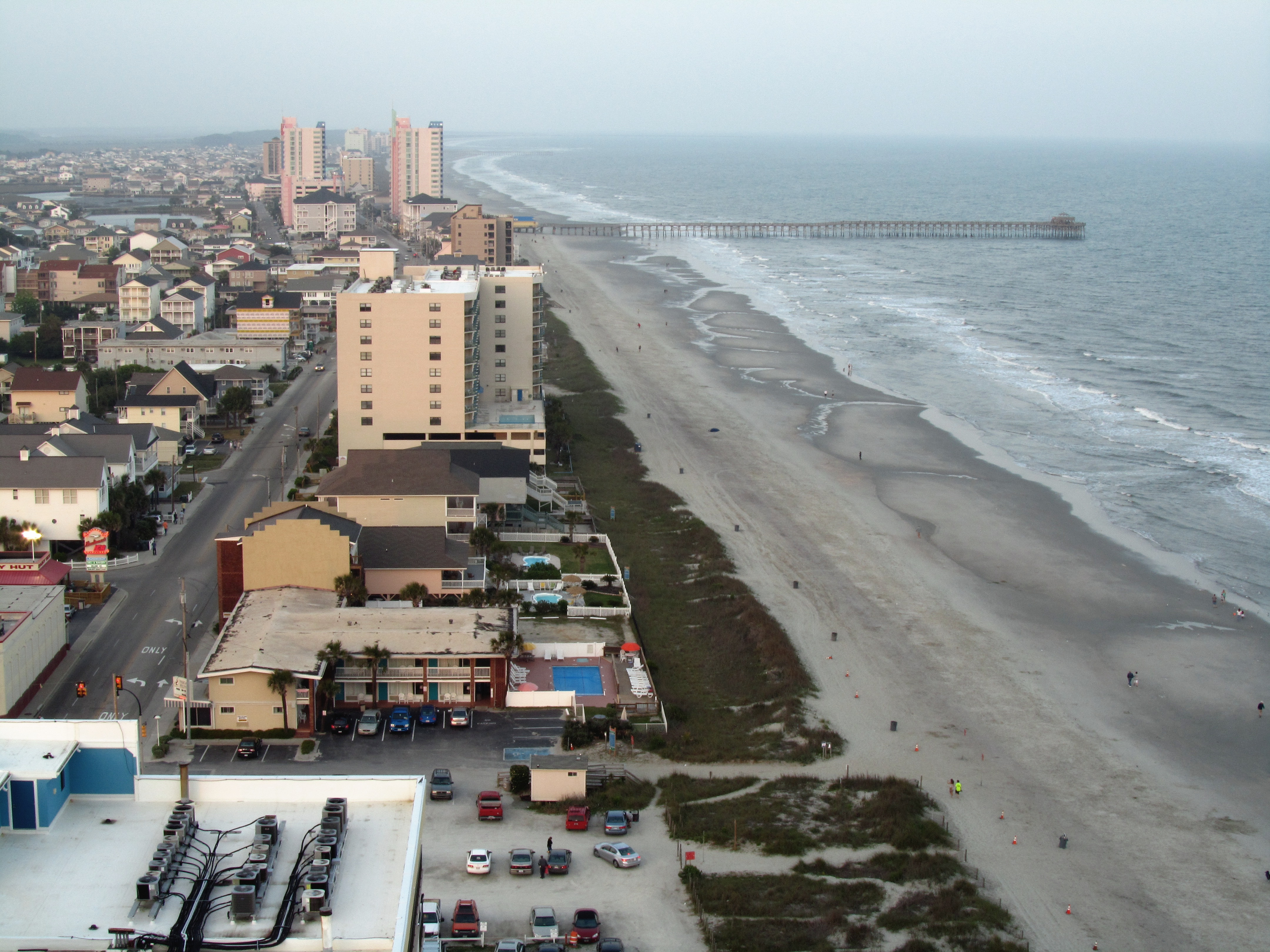
Tengerpart
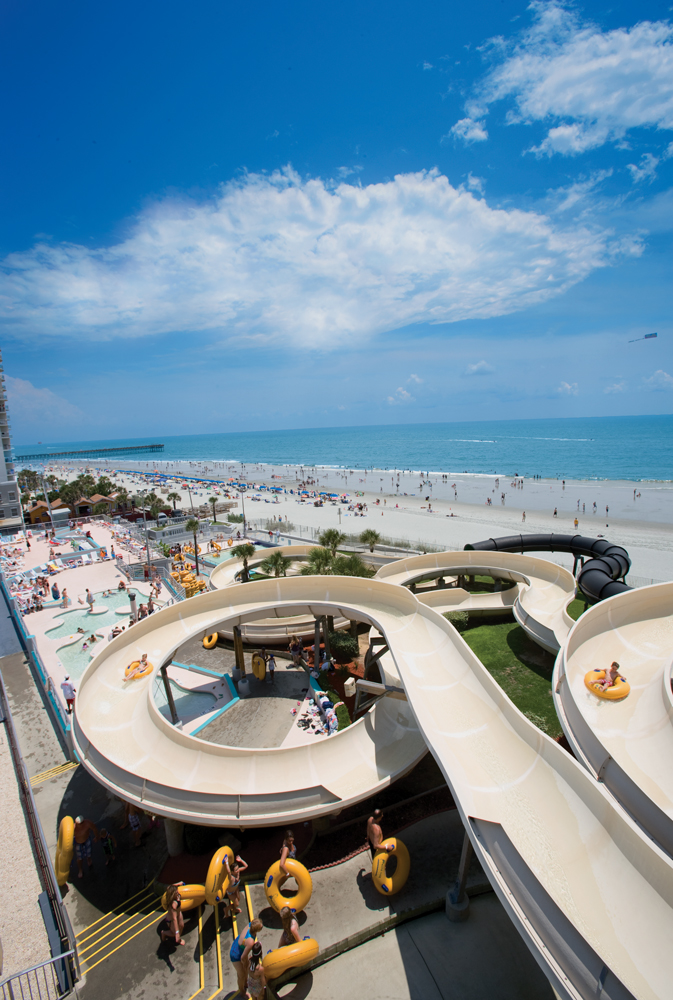
Loccsanások óceánparti vízipark

## Híres szülöttei
- Anthony James (1942–2020), színész
- Tom Rice(wd) (* 1957), politikus
- Vanna White (* 1957), színésznő
- Steve Bailey(wd) (* 1960), szenész
- Johnathan McClain(wd) (* 1970), színész
- Shane Carruth(wd) (* 1972), filmrendező
- Kiera Cass (* 1981), írónő
- Ramon Sessions(wd) (* 1986), kosárlabdázó
- Hunter Renfrow(wd) (* 1995), amerikaifutball-játékos